# ツェルクニツァ
ツェルクニツァ（Cerknica, ドイツ語：Zirknitz）は、スロベニアの市である。